# Арнольд Рерінг

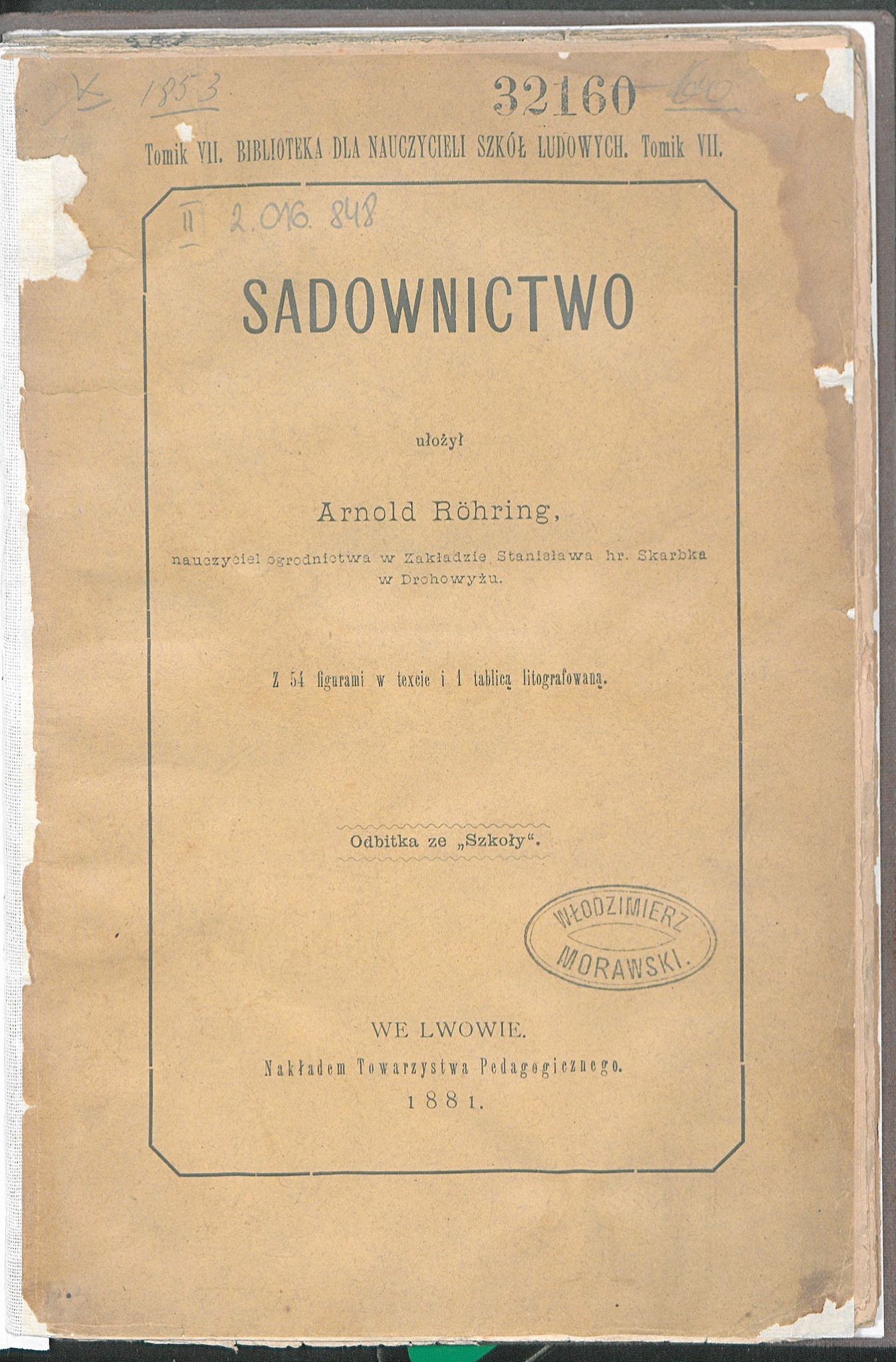
Підручник «Садівництво» (1881)

Арнольд Кароль Рерінг (нім. Arnold Karol Röhring; нар. 1840, Львів — пом. 1913, Львів) — інспектор міських плантацій міста Львова у 1881—1913 роках. Опрацював проєкти всіх зелених насаджень у парках, на центральних бульварах та площах і наглядав за їхнім станом, доповнював малими архітектурними формами. Понад 200 садів і парків прикрашає різні місцевості у Галичині, Королівстві Польському, Росії, прусській Сілезії і в Угорщині, які були впорядковані згідно планів і під керівництвом Рерінга. Спільно з Каролем Бауером (1818-1894; директор ботанічного саду у Львові), розробив плани насаджень на горі Каленберг у Відні. На конкурсі ці плани здобули першу нагороду і були реалізовані. Пана Рерінга запрошували майже до всіх конкурсних комісій в галузі садівництва.

## Біографія
Народився 1840 року у Львові в родині інженера львівського магістрату Антонія Рерінга. Він втратив батьків у віці 12 років, а далі його виховував дядько Літинський. Закінчив технічну школу у Відні, потім працював помічником Кароля Бауера.
19 жовтня 1866 року у львівському часописі «Gazeta Narodowa» розміщене оголошення, що муніципальний плодовий розсадник пропонує наступні породи дерев та щеп, а також кущів за цінами згідно затвердженого допродажу, де пропонують звертатися до завідувача міського розсадника садівника Рерінга.
1871 року у тому ж часописі, у рубриці «Gospodarstwo przemysł i handel» опублікував критичну статтю про низький рівень садівництва у Галичині порівняно з високим рівнем у Франції, Німеччині, Чехії, Моравії.
Працював викладачем садівництва у Доброчинному інституті для сиріт та убогих графа Станіслава Скарбека в Дроговижі. Цього ж року у Дроговижі народився його син Адольф. У закладі графа Скарбека він уклав підручник «Садівництво» (пол. «Sadownictwo»), придбати його можливо було у 1881—1885 роках також у книгарнях Варшави. Рецензія Едмунда Янковського на книгу була надрукована у № 17 за 1881 рік варшавського часопису «Ogrodnik Polski».
1883 року отримав лист похвали як садівник міста Львова: «Za prace postępowe i współpracownictwo: Arnold Röhring, ogrodnik miasta Lwowa».
1888 року був відряджений до Парижу за кошти міського бюджету Львова.
У 1893—1894 роках він був членом «Товариства для розвитку та благоустрою міста» (пол. «Towarzystwo dla rozwoju i upiększenia miasta»).
1894 року за успішну працю при Загальній крайовій виставці у Львові відзначений Золотим хрестом заслуги з короною.
1897 року повернувся з дослідницької поїздки: відвідав садівничу виставку у Гамбурзі, сади та парки таких міст як: Вроцлав, Берлін, Ганновер, Бремен, Галле, Лейпциг та Дрезден.
У 1899—1900 роках був заступником голови Товариства професійних садівників (пол. Towarzystwo zawodowych ogrodnikow).
1901 року брав участь у виставці (у складі журі) у Відні, де був представлений 12 метровий план садів та парків Львова.
У 1905—1906 роках — член правління Об'єднаного галицького товариства садівництва та бджільництва (пол. Zjednoczone Galicyjskie Towarzystwo dla Ogrodnictwa i Pszczelnictwa).
1906 року дарує 6 книг Товариству сприяння польській науці, які збирали для створення публічних бібліотек, та у 1907 році став членом цього товариства.
Помер 1913 року у Львові та похований на Личаківському цвинтарі (поле 52). У некролозі, надрукованому у часописі «Gazeta Lwowska», є такі слова: «Львів буде довго пам'ятати заслуги померлого Арнольда Рерінга».

## Реалізовані проєкти
- До нашого часу зберігся проєкт «старого» Стрийського цвинтаря, виконаний у 1863 році Арнольдом Рерінгом за ескізами головного садівника, ботаніка Львівського університету Кароля Бауера (1818—1894). За цим проєктом цвинтар поділявся на сім полів і мав два входи: один — з боку вул. Стрийської, другий — з боку сучасної вул. Паркової. Від входу з боку вул. Стрийської алея цвинтаря вела до невеликого рондо. На проєкті цвинтаря були показані основні алеї та зелені насадження[22].

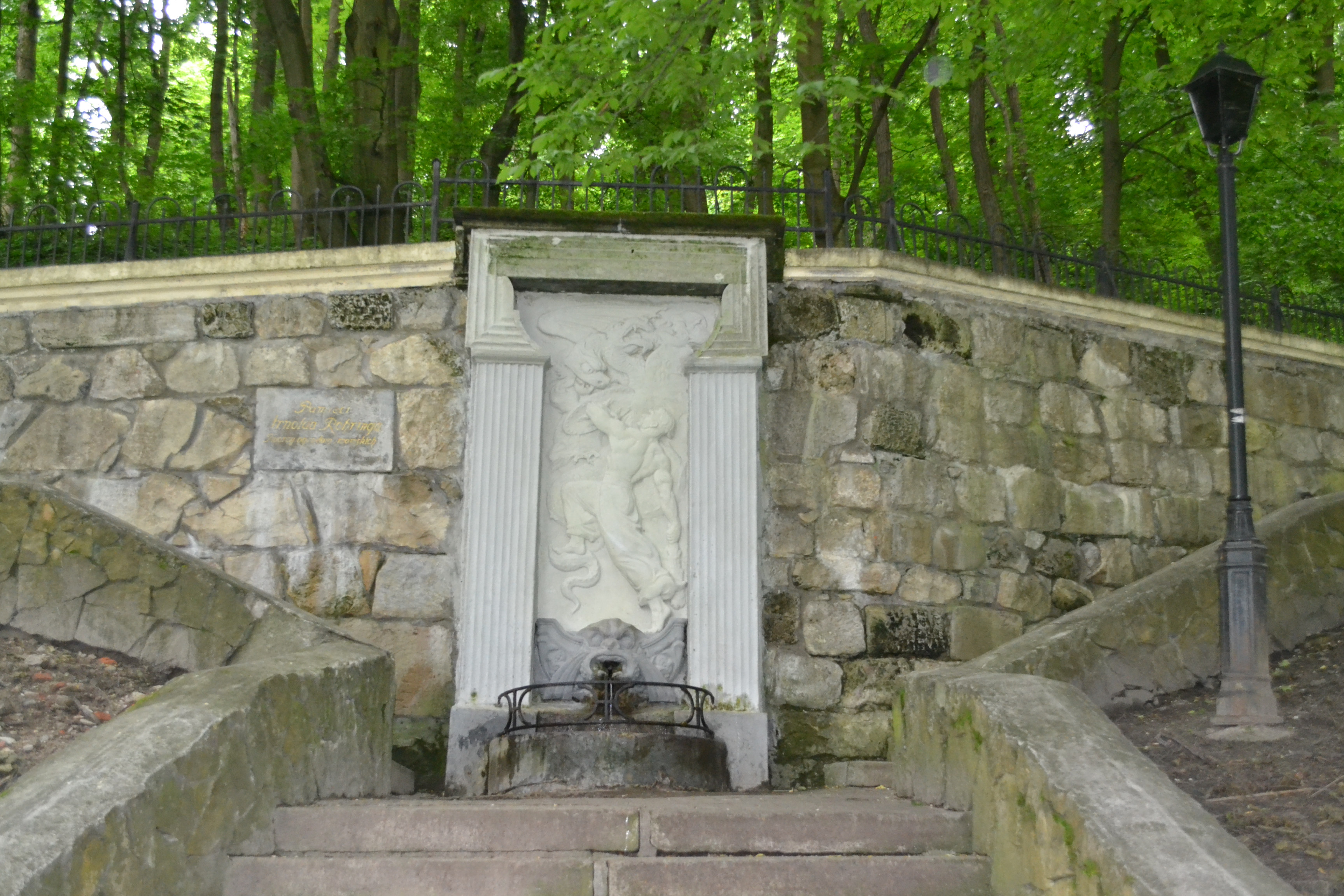
Табличка на честь А. Рерінга у Стрийському парку

- Парк Кілінського (1877—1894; нинішній Стрийський парк; площею 47,61 га). 1877 року Рерінг виконав проєкт розпланування парку, врахувавши природні властивості ландшафту цієї частини міста, що дало можливість створити один із найгарніших парків тогочасної Європи. Використав мотив неокласичних композицій англійського архітектора Гамфрі Рептона з введенням регулярних композиційних елементів на верхній терасі[23]. З 1887 року розпочалася робота: пагорби засаджували рідкісними видами кущів і дерев, розбивали алеї, планували галявини та партерні газони. Відповідно до планів Рерінга, на виділеній під парк території висадили 40 000 дерев. За інформацією М. Ковальчука, станом на середину 1890-х років на терені парку росли «червоні й яворові клени, каштани, вільхи, берези, плакучі буки, дуби, платани, акації, липи, сосни різних видів, смереки, ялівець, тиси, модрини, американські сосни й різні кущі»[24][25]. Він створив мальовничий ставок неподалік від головного входу, а також теплицю та будинок садівника. Окрім самого парку, заклав і навколишні сади віллової забудови, які особливо добре проглядалися з підвісної дороги. Відкриття парку відбулося разом із відкриттям Крайової виставки у 1894 році. Перший ситуаційний план був зроблений 1892 року А. Рерінгом та Ю. Гохбергером, зі змінами та доповненнями Ю. Захаревича[26]. На території парку спорудили понад сотню павільйонів у різних історичних стилях. Авторами цих проєктів були Ф. Сковрон — головний архітектор виставки, а також Ю. Захаревич, Ю. Гохберґер, З. Ґорґолевський та інші відомі архітектори львівської школи. Арнольд Рерінг перетворив територію виставки на чудовий квітник. Окрім того, тісно співпрацював з електроінженерами Ф. Кржижиком та Ф. Яндуреком під час монтажу освітлення виставкової території та побудови електричного підіймача[27].
- Парк у Криніце (1880) перетворив у ландшафтний парк[28].
- Дендропарк крайової Лісової школи (1880-х років; колишня садиба Мілашевських, нинішній дендрарій Лісотехнічного університету, на вул. О. Кобилянської, 1). Розпланував територію школи (0,8 га), де зростав фруктовий сад. Доріжки були залишені так, як вони вже склалися на той час. Фруктовий сад поступово замінили на декоративні дерева й екзоти. Із наявних, за професором В. Тинецьким, у 1896 році 130 таксонів на даний час збереглася лише чверть[29].
- Кліматична станція у Брюховичах (близько 1887 року)[30]. Проєктом була намічена доріжково-стежкова мережа, місця для публічних забав. Особливо ефектними були вкриті мохом маленькі галявини, на які падало розсіяне сонячне світло, роблячи їх казково-радісними[31].
- Після остаточного засклепіння Полтви у 1888—1890 роках Гетьманські вали (нинішній пр-кт Свободи) перепланували під керівництвом А. Рерінга — розширили, оздобили клумбами, висадили дерева. Частину проспекту біля площі Марійської обсадили бузком, тому її називали «квітковий салон».
- Сквер на пл. Галицькій (1890—1893), біля вул. Валової на колишній торговиці, довкола якого почали виростати нові кам'яниці.

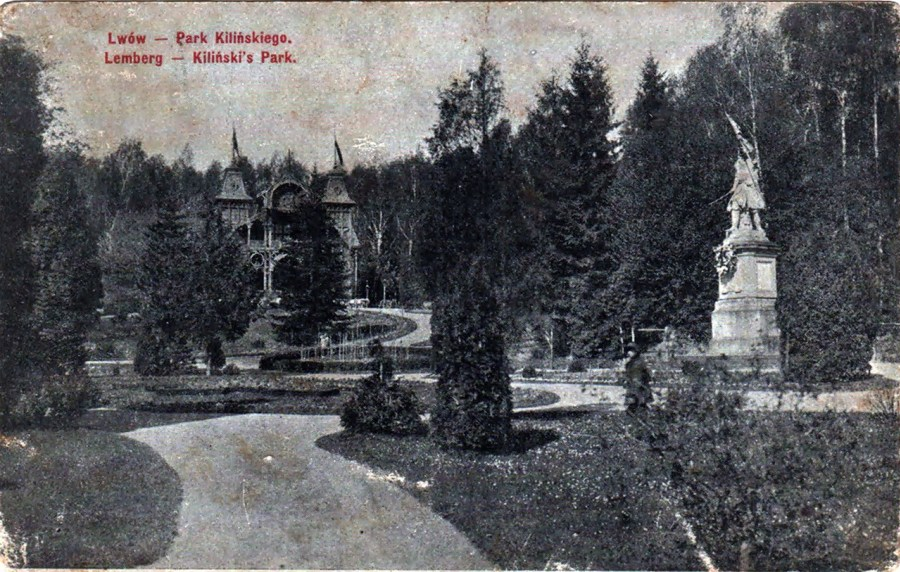
Парк Яна Кілінського у 1910-х роках

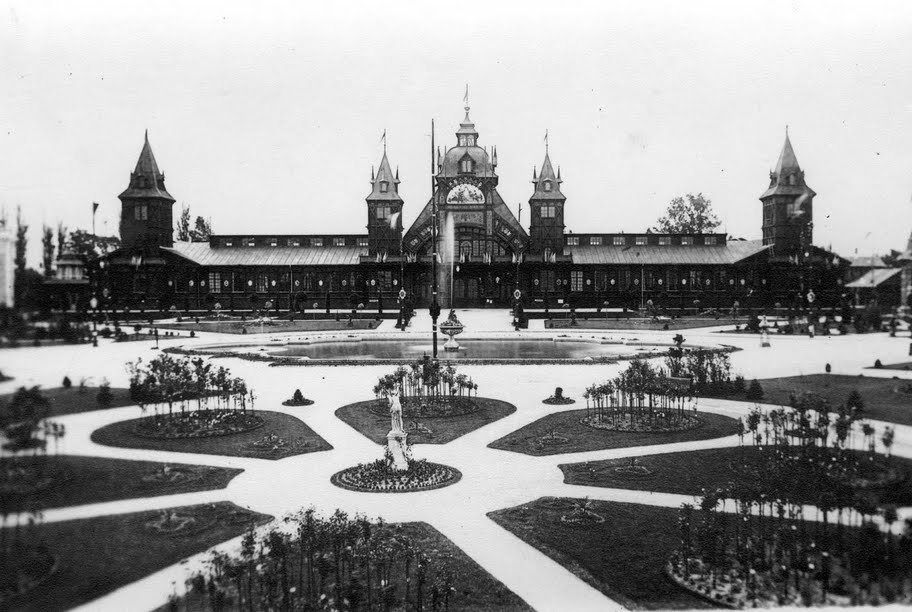
Квітник перед павільйоном промисловості на Галицькій крайовій виставці

- Парк в Бужанах (1890 рік; площею 100 га) був закладений А. Рерінгом спільно з відомим планувальником парків В. Кроненбергом[32].
- Личаківський парк (1892; площею 8,4 га) влаштували в регулярному стилі у північно-східній горбистій частині Львова за Личаківською рогаткою. Засипали піщані і глиняні кар'єри, розбили доріжки, що йшли по периметру парку — біля вулиць Личаківської і Пасічної і звивалися на схилах ярів. Особливістю деревостану парку є домінування чорної сосни. Тут ростуть також клени, липи, каштани, є декілька видів чагарникової флори[33].
- Парк Вільшина (1894—1898 роки; нинішній парк імені Тараса Шевченка у Стрию). 6 травня 1894 року відбулася нарада у присутності Арнольда Рерінга та ради міста щодо питань облаштування парку після чого згодом було створено комісію з облаштування міського парку під керівництвом Олександра Стояловського. 3 липня Рерінг запропонував свій проєкт бургомістрові Людвікові Гетінгеру. Згодом була проведена санітарна рубка, розмітки проєктованих доріг та стежок, зачистка парку (згідно з планом Рерінга)[34].
- Парк Вісьньовського (1895 рік; площею 2,8 га) на честь Теофіла Вісьньовського, навколо Гори Страт.
- Нижня тераса Міського парку (Парк імені Івана Франка) наприкінці XIX століття зазнала перепланування та була оздоблена згідно з проєктом А. Рерінга вигадливими клумбами та квітниками, розташованими симетрично щодо осі центрального входу до Львівського університету[35].
- Перебуваючи у 1896 році у Сяніку, вніс пропозицію про трикутне розташування школи, будівлі «Соколу» та ресторану біля входу в міський парк (нинішня пл. Гарцерська)[36].
- Сквер на пл. Святого Юра (1897). Майстерність А. Рерінга виявилася у вмілому створенні мальовничих галявин, на яких є групи дерев першої величини (30-40 м): модрина європейська, сосна чорна, ялина європейська, клен гостролистий, липа серцелиста та липа широколиста тощо. Посеред скверу — велетенський дуб звичайний. Ці види слугують структуроутворювальними породами скверу. У ході інвентаризації насаджень на території скверу на площі св. Юра було визначено 49 видів та різновидностей дерев і кущів із 32 родів і 16 родин[37].

Сквер навколо пам'ятника К. Уєйському на вул. Академічній у Львові

- Пам'ятник Корнелю Уєйському перед головним входом до Міського казино на вул. Академічній (нинішній пр-кт Шевченка) оточив сквером (1902)[38].
- Після відкриття у 1904 році пам'ятника Адамові Міцкевичу впорядковано ландшафтну композицію пл. Марійської (нинішня пл. Міцкевича), цим займалися А. Рерінг та архітектори Т. Тальовський і З. Гендель[1].
- Парк Залізна Вода (1905 рік). Розплануванням парку займався з 1881 року й до останніх днів життя. Неповторним було вирішення парку з обхідною прогулянковою алеєю, на яку нанизується тематична зміна одних рослинних угрупувань-гаїв іншими, наприклад, спочатку куртина чорної сосни при вході, потім модриновий гай, а далі березовий та знаменита бучина на північних схилах[1]. У парку був водоспад, знищений після другої світової війни, а два джерела Рерінга (під парковим узгір'ям) разом з джерелом Янковського забезпечували водою ставок Юзефа Камінського (нині спорткомплекс «Динамо», на вул. Стуса, 4).
- Парк Йордана для шкільної молоді у Стрию (1905 рік). Попереднє осушення і вирівнювання терену, обкопування ровом і обгородження живоплотом (згідно з планом Рерінга). На його облаштування використано 5613 м³ шутру, 3800 м³ ґрунту. Насаджено кількасот дерев і кущів. Споруджено всі необхідні будівлі, 10 майданчиків, 42-метровий павільйон з верандою, канцелярію, помешкання для доглядача парку, кегельбан, стаєнку з дровітнею[34].
- У 1886 році Полтву сховали до підземного колектора, а А. Рерінг заклав своєрідний нелінійний бульвар на вул. Академічній (нинішній пр-кт Шевченка), котрий складався із окремих трапецієподібних «острівків» зі скругленими кутами. Альфред Захаревич спільно з А. Рерінгом у 1906 році модернізували структуру бульвару. Вісь нинішньої вулиці Дудаєва продовжена алеєю, що проходила новоствореною центральною овальною клумбою до головного входу майбутньої домінанти — будинку Торгово-промислової палати (№ 17). Донині збереглися світлини, що демонструють давню структуру бульвару. Лише у 1930-х роках проспект реконструйовано і він набув вигляду традиційного бульвару з алеєю з двох рядів берлінської тополі (всього 72). У 1997 році старі тополі викорчувано, а замість них висаджено кулясті клени. Пропозиція закрити проспект для автомобілів та відновити структуру алеї кінця XIX століття, закладену Рерінгом не була підтримана міською радою.
- Парк палацу Длуґошів у Сярах (1908—1914 та 1916—1925; за проєктом А. Рерінга)[39].
- У 1909—1910 роках А. Захаревич спільно з А. Рерінгом вирішив нову композицію скверу на Галицькій площі (були зрізані старі високі дерева, насаджено нові й розбито квітник)[40].
- Паркові реконструкції (розширено парк до 200 гектарів) у Коропці (за Станіслава Бадені). Характерною рисою парку були великі галявини з окремими групами дерев. Через парк протікали дві річки, Коропчик і Млинівка. Їхні береги сполучали пофарбовані на біло містки. Був також став, а над ним — оранжерея та теплиці. В парку зростали каштани, клени, срібні тополі, дуби, липи, ясени, плакучі верби, два великих тюльпанових дерева[41].
- За його проектом було закладено парк XIX століття довкола палацу Коморовських — Марсів у Судовій Вишні. Є пам'яткою садово-паркового мистецтва місцевого значення в Україні. Його територія займає 6 гектарів. У 2015 році за участі українських та польських дослідників проводився пошук рідкісних рослин, засаджених Яном Марсом на початку XX століття.

## Нереалізовані проєкти
- Планував створити функціональний оздоровчий парк Йордана (район Нового Львова). Подібні парки «Йордана» були створені у різних містах Польщі: Кракові (1889), Стрию (1905; автор А. Рерінг), Варшаві, Тернополі та інших містах.
- Корсо. Однією з задач було об'єднати парки та сквери міста між собою за допомогою зелених вулиць та алей і створити корсо — зелену променаду в середині вже наявного зовнішнього зеленого кола з центром Високий Замок, яка би розташовувалася безпосередньо в містобудівній тканині. Цю ідею опрацьовував А. Рерінг у другій половині XIX століття.

## Проєкти, що приписуються
- Композиція партерових садів при будиночку садівника з вишуканим рисунком овалів (подібно до овалів перед пам'ятником Янові Кілінському у Стрийському парку) і м'які неправильні контури кожного садового елементу (про що свідчать архівні матеріали планів) дозволяє припустити, що в їх розплануванні під час реконструкції парку Високий замок (1889—1894), спорудження будинку садівника, і невеликою оранжереї (1892) взяв безпосередню участь Арнольд Рерінг, а перед тим Карл Бауер[42].
- Сад перед будинком М. Грушевського був декоративним, творили його лісові дерева — бук, сосна. Була там розкішна клумба. Можливо, у формуванні саду брав участь Арнольд Рерінг[43].

## Родина
Був одружений з Зузанною Рерінг з Кузьміньских (1840—1923). Зузанна від 1912 року була членкинею товариства «Милосердя під емблемою „Провидіння“» (пол. «Miłosierdzia pod godłem „Opatrzność“») у Львові. У шлюбі народилося п'ятеро дітей:
- Антоніна (1870-?);
- Альбіна (1870-?);
- Адам (1872—1917);
- Адольф (1875—1919)[45];
- Арнольд (1878—1909).

Родина Рерінгів мешкала у вілла на вул. Снопківській, 36 (нинішня адреса — вул. Стуса, 22). У 1863 та 1871 роках будинок мав конскрипційний номер 542, у 1889 році — конскрипційний номер 929 та належав Францішекові Кузьмінському, батькові дружини.

## Вшанування
На пошану Арнольда Рерінга у 1936 році назвали одну з вулиць поблизу Стрийського парку (нинішня вул. Є. Дзиндри). У Стрийському парку поруч із джерелом у 2016 році встановлена відреставрована пам'ятна таблиця: «Pamięci Arnolda Röhringa. Twórcy ogrodów lwowskich». Свого часу були плани встановити поряд із пам'ятною таблицею погруддя Рерінга, та цю ідею не реалізували.
19-21 травня 2016 року науковці кафедри містобудування Національного університету «Львівська політехніка» провели міжнародний симпозіум «Арнольд Рерінг: мистецтво і природа в урбаністичному розвитку Львова». 19 травня на пр. Свободи у Львові (між хрестом та фігурою Матінки Божої) було урочисте відкриття партеру клумби за первісним проєктом 1903 року. Загальна вартість реконструкції клумби, яку архітектори Львівської політехніки проводили спільно з управліннями охорони історичного середовища й екології та благоустрою Львівської міської ради, становить 280 тисяч гривень. 21 травня відбулося урочисте відкриття відреставрованої пам'ятної таблиці Арнольду Рерінгу у Стрийського парку, яку виготовили працівники кафедри реставрації архітектурної і мистецької спадщини Університету.